# アウヴェルス合成
アウヴェルス合成（アウヴェルスごうせい、Auwers synthesis）は、ベンゾフランからフラボノールを合成する有機反応である。この反応はカール・フォン・アウヴェルスによって1908年に報告された。
まず始めに酸触媒によってベンズアルデヒドと3-オキシペンタノンとの間でアルドール縮合が起き、o-ヒドロキシカルコンが形成する。アルケンの臭素化がジブロモ付加を与え、水酸化カリウムとの反応によってフラボノールへ転位する。